# Stanka Stošić
Stanka Stošić, coniugata Mezei (in serbo Станка Стошић-Мезеи?; 4 giugno 1947), è un'ex cestista jugoslava.

## Carriera
Con la Jugoslavia ha disputato quattro edizioni dei Campionati europei (1966, 1968, 1970, 1972).